# Ferizaj
Ferizaj (albanska: Ferizaj med böjningsformen Ferizaji; serbiska: Урошевац, Uroševac; turkiska: Ferizovik) är en stad och kommun i södra Kosovo, som ligger 36 kilometer söder om huvudstaden Pristina, Staden har 42 000 invånare och är Kosovos sjätte största stad. Det är administrativt centrum för distriktet med samma namn.
Kommunen täcker en yta på 345 km² (133 m ö.h.), inklusive staden Ferizaj och 45 byar. Dess folkmängd beräknas ligga på mellan 108 690 och 110 000.
Utanför Ferizaj ligger den amerikanska militärförläggningen Camp Bondsteel.

## Bildgalleri

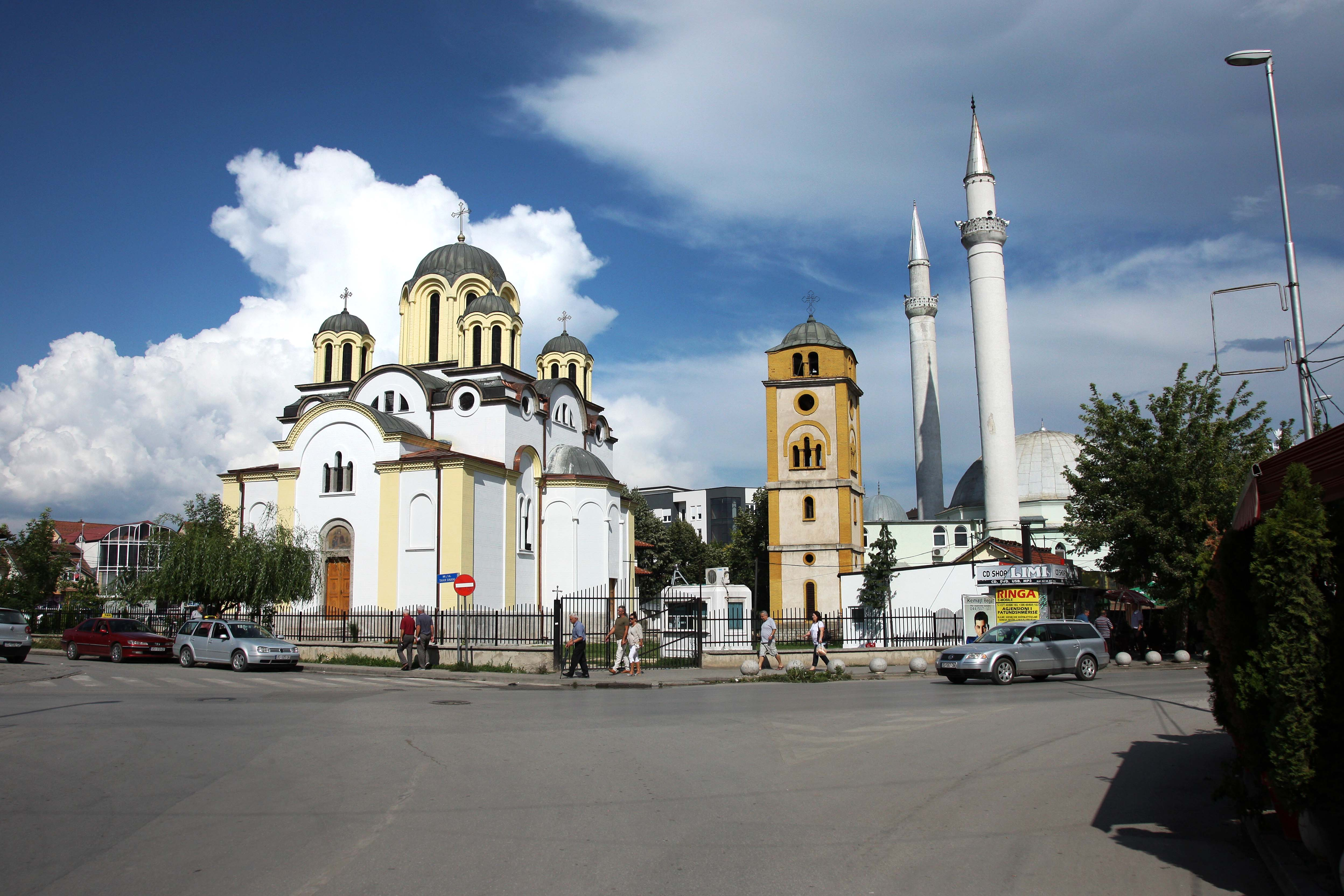
Från vänster: Kyrkan och moskén i Ferizajs centrum.
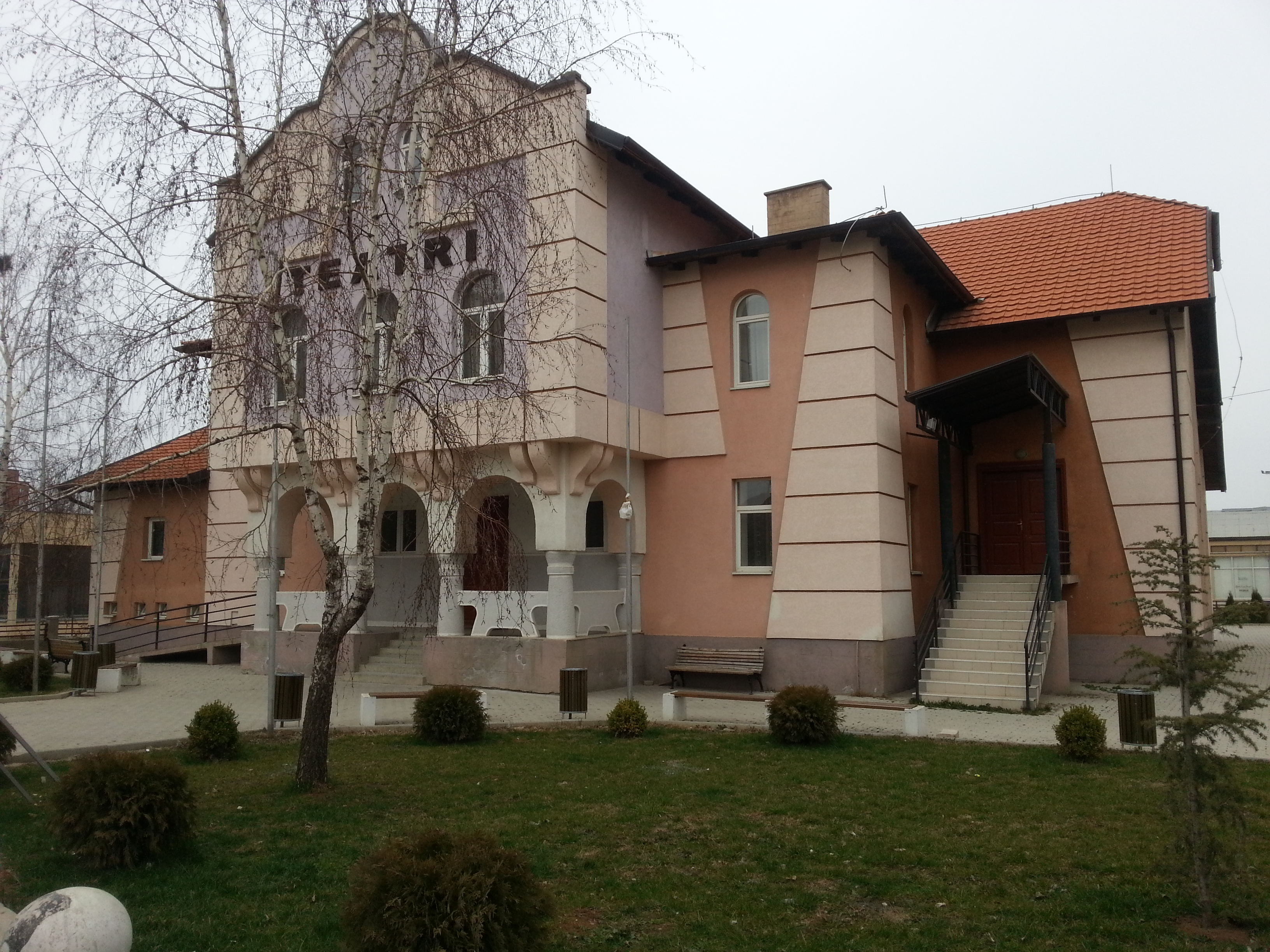
Ferizajs teater.
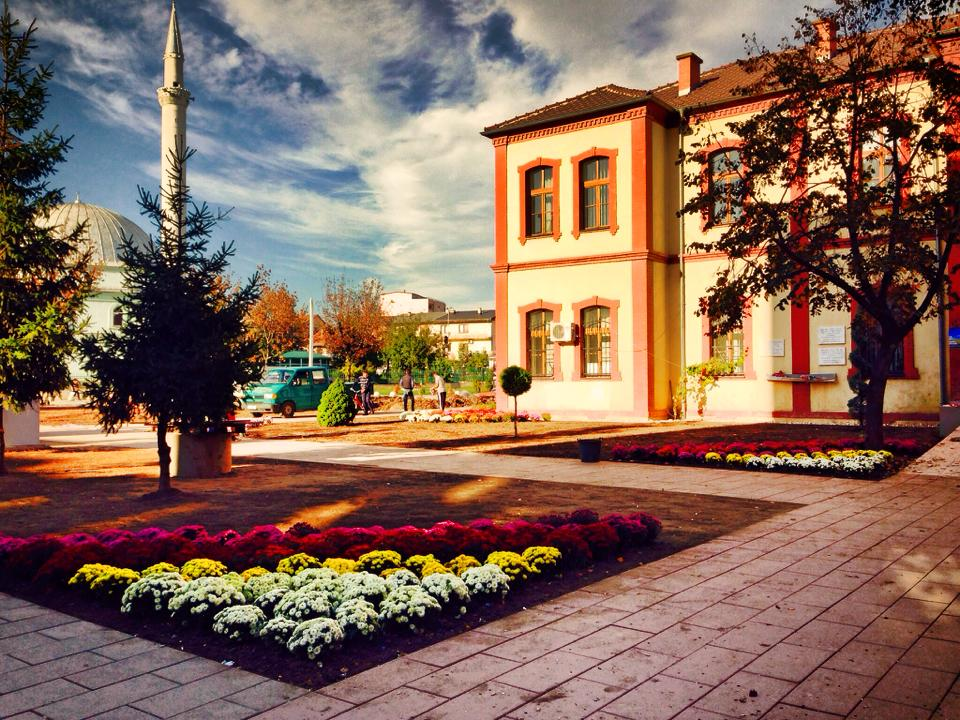
Det allmänna biblioteket i Ferizaj.
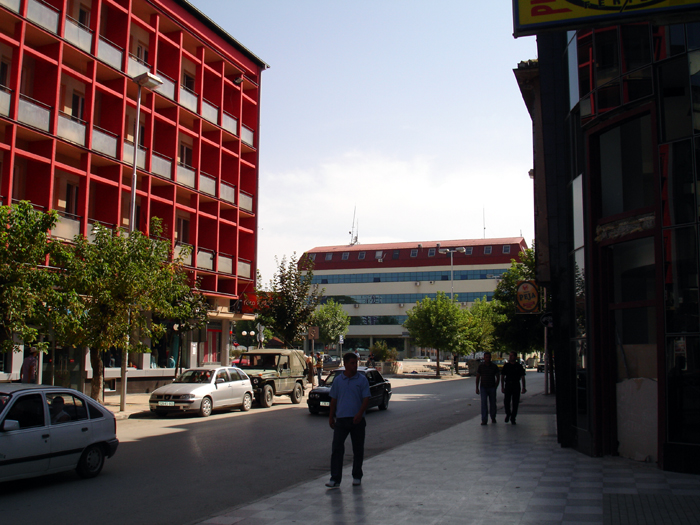
I bakgrunden: Ferizajs kommunhus.
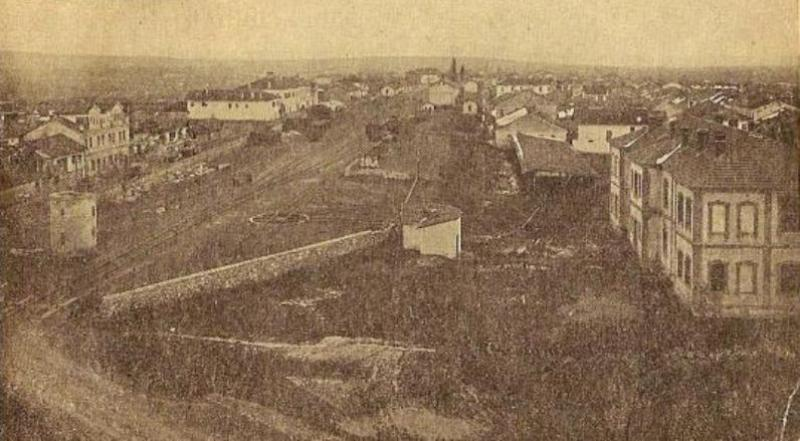
Ferizaj 1914.